# Michael Myers
Michael Myers tên đầy đủ là Michael Audrey Myers (hay còn có biệt danh Sát nhân đêm Halloween, Ông kẹ miền Trung Tây và The Shape) là một nhân vật hư cấu đồng thời cũng là nhân vật phản diện chính trong loạt phim kinh dị Halloween. Hắn được biết là một trong những nhân vật sát nhân bị chứng tâm thần phân liệt trong nền điện ảnh Hoa Kỳ. Vào ngày 31 tháng 10 năm 1963, vì vụ giết chị gái ruột Judith Myers nên Michael đã bị đưa vào bệnh viện tâm thần. 15 năm sau hắn trốn về thị trấn Haddonfield để tìm giết người em gái Laurie Strode của hắn, hắn đeo mặt nạ và giết tất cả những người nào hắn gặp bằng con dao bếp. Hung khí kinh điển của kẻ thủ ác này là một con dao bếp.

## Tiểu sử
Theo dòng thời gian Halloween gốc, Michael Myers sinh ngày 19 tháng 10 năm 1957 tại thị trấn hư cấu Haddonfield, tiểu bang Illinois, nước Mỹ. Michael có một chị gái tên là Judith và một em gái tên Cynthy (sau đổi tên là Laurie Strode).
Vào một đêm Halloween năm 1963, khi bố, mẹ đi vắng, Michael ở nhà với chị gái Judith, người được cho là trông trẻ cho Michael, nhưng lại quan tâm nhiều hơn đến việc dành khoảnh khắc thân mật với bạn trai của cô ấy. Sau khi bạn trai chị gái rời đi, Michael đã mặc trang phục chú hề, bước vào phòng và đâm chết Judith nhiều nhát bằng con dao làm bếp. Sau đó Michael lặng lẽ đi xuống cầu thang và đứng trước cửa và đợi cha mẹ và cảnh sát đến bắt mình. Michael nhanh chóng được đưa đến Viện điều dưỡng Smith's Grove, nơi Michael trở thành bệnh nhân của một bác sĩ tâm thần là  Samuel Loomis. 
Mãi đến 15 năm sau, Michael Myers giờ đây trở thành một người đàn ông khỏe mạnh, với chiều cao 1m90; miệng vẫn không nói một lời nào. Sau khi trốn khỏi Smith's Grove, hắn lái xe về thị trấn Haddonfield để tìm giết đứa em gái của mình. Hắn về lại căn nhà xưa nay đã bị bỏ hoang để lấy con dao bếp cùng chiếc mặt nạ bằng da có khắc hình khuôn mặt của William Shatner để tìm giết đứa em gái hoặc giết sạch những ai hắn gặp hay có ý định cản trở hắn. Michael không biết rằng sau đêm Halloween kinh hoàng 15 năm trước thì đứa em gái bé bỏng của hắn đã được cảnh sát trưởng giao lại cho gia đình Strode nuôi nấng nên họ cũng đổi tên đứa bé thành Laurie Strode. Tiến sĩ Loomis biết được chuyện Michael đang trên đường về Haddonfield liền quyết định bảo vệ Laurie Strode thoát khỏi kẻ sát nhân tâm thần.
Kể từ Halloween 1978 cho đến phần Halloween Ends, trải qua hơn 12 phần phim Halloween (bao gồm cả hai phần Remake) thì Michael Myers đã sát hại  170 nạn nhân, Michael Myers cũng vượt qua Jason Voorhees (với số lượng 163 nạn nhân trong loạt phim kinh dị Thứ sáu ngày 13), trở thành kẻ giết nhiều người nhất trong dòng phim kinh dị giết người hàng loạt. 
Nếu như những tên sát nhân nổi tiếng khác như Jason Voorhees, Leatherface hay Freddy Krueger chỉ thường truy đuổi và tìm cách giết hại những thanh thiếu niên với mục đích trả thù cá nhân hay đơn thuần là sở thích bệnh hoạn thì Michael Myers lại tìm mọi cách giết hết người thân của chính mình, trong số những nạn nhân ruột thịt mà Michael đã giết hại gồm có Judith Myers, Laurie Strode hay Jamie Lloyd. Vào đêm Halloween năm 2001 (3 năm sau đêm Halloween năm 1998) thì Michael đã tìm gặp Laurie Strode và đã đâm cô một dao rồi ném cô rơi từ sân thượng bệnh viện xuống đất. Sang năm 2002, Michael còn sát hại thêm nhiều người khác tại chính căn nhà bỏ hoang nhiều năm của hắn, sau đó hắn đã bị điện giật đến chết trong đám cháy nhưng khi được đưa vào nhà xác trong bệnh viện thì hắn bất ngờ mở mắt ra.
Đến Halloween năm 2018, tức là tròn 40 năm sau những vụ giết người đầu tiên của mình, Michael Myers thêm một lần nữa tìm cách sát hại Laurie Strode (nhân vật này được các nhà làm phim "cho sống lại". Nhưng trong phần Halloween 2018, thì Laurie và Michael không có quan hệ anh em ruột thịt) và những người thân của cô. Michael đã cố gắng giết hại Laurie, nhưng với ý chí bảo vệ sự sống cho người thân và chính bản thân mình cộng với sự lường trước sự xuất hiện của Michael, sau cùng Laurie cũng đã thoát khỏi tay tên sát nhân tâm thần. Michael bị mắc kẹt lại trong đám lửa đang cháy ngun ngút nơi chính căn phòng bí mật của Laurie, nhưng hắn ta vẫn không chết.

## Năng lực
Bắt đầu từ phần hai tức là Halloween II (1981) trở đi, nhiều khán giả đã khẳng định rằng Michael Myers là một nhân vật bất tử, có sức khỏe lẫn sức mạnh hơn hẳn người bình thường. Michael đã từng bị bắn nhiều phát vào đầu, vào tim, bị đâm, xe tông, điện giật, lửa thiêu cháy... nhưng địa ngục sẽ không bao giờ chấp nhận một con quỷ dữ như Michael. Ngoài khả năng bất tử, chịu đựng được đa chấn thương thì Michael còn sở hữu một sức mạnh siêu nhiên như: đập vỡ hay đi xuyên thủng một cánh cửa, có thể dùng một tay nhấc bổng một người trưởng thành, vặn đứt lìa cổ nạn nhân, kéo một tấm bia mộ lên khỏi mặt đất, ngoài ra Michael còn có khả năng dùng hai tay ép vỡ sọ nạn nhân cho đến chết...
Trong phần phim Halloween 6: The Curse of Michael Myers (tạm dịch: Lời nguyền của Michael Myers), điều này đã được giải thích rằng Michael bị ảnh hưởng bởi một lời nguyền cổ xưa tên là "The Curse of Thorn". Lời nguyền của Thorn xuất hiện lần đầu tiên vào phần phim Halloween 5 và được giải thích khá rõ ràng trong Halloween 6, và đó cũng được cho là do Tiến sĩ Terence Wynn, vốn là một người đồng nghiệp cũ của Tiến sĩ Loomis tại bệnh viện tâm thần Smith's Grove đã "nguyền" Michael vào một đêm Halloween, cũng chính điều đó đã giúp Michael sau này trở thành tên sát nhân không bao giờ chết và vào mỗi đêm Halloween hắn sẽ trở về và giết sạch tất cả người thân, họ hàng của chính mình như một sự hiến tế cho "Thorn". Tiến sĩ Samuel Loomis nhiều lần nói rằng Michael Myers là hiện thân của cái ác, còn Jamie Lloyd luôn khẳng định rằng Michael sẽ không bao giờ chết và địa ngục sẽ không dành chỗ cho một con ác quỷ như Michael.
Michael Myers được xem là kẻ sát nhân đứng thứ hai trong danh sách những kẻ sát nhân bất tử trong điện ảnh Mỹ, trong đó còn có Jason Voorhees trong loạt phim Friday the 13th, Freddy Krueger trong loạt phim A Nightmare on Elm Street. Michael Myers thường thích giết người bằng con dao bếp của hắn, nhưng đôi khi Michael còn sử dụng búa, rìu, dụng cụ y tế hoặc bất cứ vật sắt nhọn nào gây sát thương mà hắn tìm thấy, thậm chí Michael còn dùng cả tay không để giết hại những nạn nhân khi không có vũ khí trong mình. Trong mỗi phần phim Halloween dù Michael bước đi hết sức chậm rãi nhưng ít có một nạn nhân nào có thể thoát khỏi tay hắn.

## Những bộ phim
| STT | Tựa phim                                  | Năm phát hành | Ghi chú                                                  |  |
| --- | ----------------------------------------- | ------------- | -------------------------------------------------------- |  |
| 1   | Halloween                                 | 1978          |                                                          |  |
| 2   | Halloween II                              | 1981          |                                                          |  |
| 3   | Halloween III: Season of the Witch        | 1982          | Bộ phim này không nói về Michael Myers                   |  |
| 4   | Halloween 4: The Return of Michael Myers  | 1988          |                                                          |  |
| 5   | Halloween 5: The Revenge of Michael Myers | 1989          |                                                          |  |
| 6   | Halloween: The Curse of Michael Myers     | 1995          |                                                          |  |
| 7   | Halloween H20: 20 Years Later             | 1998          |                                                          |  |
| 8   | Halloween: Resurrection                   | 2002          |                                                          |  |
| 9   | Halloween                                 | 2007          | Một bộ phim làm lại của Rob Zombie                       |  |
| 10  | Halloween II                              | 2009          | Bộ phim thứ hai cũng là bộ phim cuối cùng của Rob Zombie |  |
| 11  | Halloween 2018                            | 2018          | Bộ phim xảy ra sau sự kiện của phần đầu năm 1978         |  |
| 12  | Halloween Kills 2021                      | 2021          | Phần tiếp theo Halloween 2018                            |  |
| 13  | Halloween Ends                            | 2022          |                                                          |  |

## Cái chết
| STT | Tựa phim                                  | Nguyên nhân chết | Ghi chú |  |
| --- | ----------------------------------------- | --- | --- |  |
| 1   | Halloween                                 | Bị bắn 6 phát bởi Tiến sĩ Loomis và rơi trên tầng hai xuống đất                                                                                             | Sau đó biến mất và không chết trong bộ phim                                                                            |  |
| 2   | Halloween II                              | Bị tiến sĩ Loomis bắn 5 phát vào ngực, bị Laurie Strode bắn 2 phát vào mắt,sau đó bị lửa thiêu cháy                                                         | Sống lại trong phần tiếp theo                                                                                          |  |
| 3   | Halloween III: Season of the Witch        | Hắn không xuất hiện trong phần phim này | Bộ phim này không nói về Michael Myers                                                                                 |  |
| 4   | Halloween 4: The Return of Michael Myers  | Bị Rachel lái xe tải đâm xuống lề đường, bị bắn hơn chục phát bởi lực lượng cảnh sát và rơi xuống hầm mỏ                                                    | Hồi sinh lại ở phần tiếp theo                                                                                          |  |
| 5   | Halloween 5: The Revenge of Michael Myers | Bị Tiến sĩ Loomis chích thuốc mê, rồi bị đập vào đầu bằng khúc gỗ                                                                                           | Michael biến mất và không chết trong bộ phim này                                                                       |  |
| 6   | Halloween: The Curse of Michael Myers     | Bị tiêm thuốc độc vào người và sau đó bị Tommy Doyle đập đến chết bằng cái ống sắt                                                                          | Sống lại và biến mất vào cảnh cuối phim                                                                                |  |
| 7   | Halloween H20: 20 Years Later             | Bị Laurie Strode chặt đầu bằng rìu | Thật ra Michael đã tráo đổi thân phận và không chết trong phần này                                                     |  |
| 8   | Halloween: Resurrection                   | Bị điện giật đến chết trong đám cháy | Khi được đưa vào nhà xác thì Michael mở mắt ra                                                                         |  |
| 9   | Halloween 2007 (Remake)                   | Bị ngã từ tầng hai xuống đất, sau đó bị Laurie Strode dùng súng bắn vào mặt                                                                                 | Hồi sinh lại ở phần tiếp theo                                                                                          |  |
| 10  | Halloween II (Remake)                     | Bị bắn bởi lực lượng cảnh sát | |  |
| 11  | Halloween 2018                            | Bị mắc kẹt trong đám cháy trong căn nhà của Laurie Strode                                                                                                   | Hắn được lính cứu hoả vô tình cứu thoát ở phần sau                                                                     |  |
| 12  | Halloween Kills                           | Bị cả thị trấn Haddonfield hợp sức đánh đập tới chết rồi Karen đâm một phát chí tử kết liễu từ sau lưng                                                     | Hắn bất ngờ tỉnh dậy và giết hại toàn bộ dân thị trấn Haddonfield đã hợp sức giết hụt hắn và sát hại Karen ở cuối phim |  |
| 13  | Halloween Ends                            | Bị Laurie Strode cắt cổ và gân tay, Khi cố giết Laurie, hắn bị Allyson bẻ tay. Sau khi chết vì mất máu quá nhiều, xác của hắn được đưa vào máy nghiền nát . | Michael đã chết |  |